# Софья Гольшанская
Со́фья Андре́евна Гольша́нская (Со́нька; пол. Zofia Holszańska, лат. Sophia regina Poloniae ex genere Ruthenico; около 1405 — 21 сентября 1461, Краков) — княжна из рода Гольшанских, королева польская, с 1422 года четвёртая и последняя жена короля польского Владислава II Ягайло. 
Перед тем как выйти замуж за короля, Софья перешла из православия в католичество. Была коронована в 1424 году. Вместе с мужем добивалась закрепления польского трона за своим сыном Владиславом. После смерти Ягайло 1 июня 1434 года Владислав стал королём, но Софья так и не стала регентом. В 1440 году Владислав стал также королём Венгрии, а младший сын Казимир — великим князем литовским.
После гибели старшего сына в битве под Варной 10 ноября 1444 года Софья отстаивала право на престол Казимира, который, по настоянию матери, 25 июня 1447 года был коронован на польский трон.
Выступила инициатором первого перевода Библии на польский язык, известного как Библия королевы Софьи. Хронисты, как-то Ян Длугош, поэт Ян Вислицкий и очень многие польские рочники называют женщину русинкой, таковой себя видела и она сама.  

## Биография
Основным источником сведений о биографии Софьи являются «Анналы» Яна Длугоша — источник, которому нет равных по полноте и доскональности описания внутренней жизни Польши того периода. Некоторые интересные сведения о детстве будущей королевы содержатся в «Хронике Быховца». Наиболее подробным исследованием жизни Софьи является работа польского историка Эдварда Руцкого «Польские королевы» (пол. Polskie królowe), в которой ей посвящена отдельная глава. Изучением происхождения четвёртой жены Ягайло занимался автор труда о генеалогии Гедеминовичей Ян Тенговский. Множество сведений о ней содержится и в работах, посвящённых личности Владислава Ягайло.
София — представительница знатного литовского княжеского рода Гольшанских (Ольшанских) герба «Гипоцентавр». Вторая из трёх дочерей Андрея Ивановича Гольшанского, киевского наместника, князя вязынского, и Александры Дмитриевны, представительницы княжеского рода Друцких.
Старшая сестра Софии — Василиса (умерла до 25 августа 1448), младшая — Мария (умерла до 1456). После смерти отца Василиса и Софья вместе с матерью жили в семье своего дяди Семёна Дмитриевича в Друцке.

### Брак с Ягайло
У короля польского и великого князя литовского Владислава II Ягайло было 4 жены. Первые две (Ядвига и Анна Цельская), рано умерев, оставили ему по дочери, третья — Эльжбета Грановская умерла 12 мая 1420 года, не оставив потомства.
В конце 1420 — начале 1421 годов Ягайло и Витовт, возвращаясь в Литву после успешного покорения Смоленска, остановились у князя Семёна Дмитриевича Друцкого. Вот что говорится об этом в «Хронике Быховца»:
И, возвращаясь обратно, приехали в Друцк и были там на обеде у князя Семена Дмитриевича Друцкого. А у короля Ягайла умерла уже третья жена, не дав потомства; и увидел он у князя Семена двух его красивых племянниц, старшую из них звали Василиса по прозванию Белуха, а другую — София. И просил Ягайло Витовта, говоря ему так: «Было у меня уже три жены, две польки, а третья немка, а потомства они не оставили. А теперь прошу тебя, высватай мне в жены у князя Семена младшую племянницу Софию, она из рода русского и может быть бог даст мне потомство».
Согласно польскому источнику тех лет, известному как «Шамотульское дополнение» (пол. Dopełnienie szamotulske), во времена Ягайло бытовало поверье, согласно которому брак пожилого мужчины с молодой девушкой сулил многочисленное потомство. По «Хронике Быховца», Ягайло планировал жениться на Василисе, однако заметил у неё усики, что, по его мнению, говорило о её крепком здоровье, в то время как сам Ягайло был уже немолод и «не смел на неё покуситься». Поэтому король склонил свой выбор в пользу Софии. Видимо, имевший право решать Семён Дмитриевич имел возражения, так как по обычаю считалось позором для старшей сестры выйти замуж позже младшей. Выход был найден в том, чтобы женить на Василисе находящегося тут же племянника Ягайло Ивана Владимировича Бельского. Дискуссионным остаётся вопрос о том, сам ли Ягайло попросил Витовта устроить брак с Софьей, как этот эпизод описывает «Хроника Быховца», или Витовт рекомендовал ему в жены племянницу своей жены Ульяны, как это было согласно Длугошу.
Так как София была православной и, соответственно, не могла стать королевой польской, в начале 1422 года в Новогрудке она была крещена по католическому обряду и приняла имя Со́фья. Свадьба состоялась в феврале 1422 года в Новогрудской костёльной часовне. Церемонию проводил епископ виленский Матей. Точная дата свадьбы неизвестна: некоторые исследователи называют 7 февраля, другие — 24.
Существовала значительная разница в возрасте между молодожёнами. Традиционно считается, что во время свадьбы Ягайло было около 71 года, однако современные исследователи склоняются к тому, что он был примерно на 11 лет моложе. Софье было около 17 лет.

### Королева, жена Ягайло (1422—1434)
После свадьбы Софья жила в королевском замке на Вавельском холме. Король часто вынужден был покидать молодую жену. Так Софья оставалась одна в периоды с марта по ноябрь 1422, когда существовала угроза со стороны Ордена; с декабря 1422 по февраль 1423, когда Ягайло пребывал в Литве; в марте 1423, когда он отправился в Словакию для встречи с королём Сигизмундом. В эти периоды положение Софьи было особенно шатким: против её кандидатуры в качестве королевы выступали представители обеих польских партий, в то время как Владислав не спешил с её коронацией.

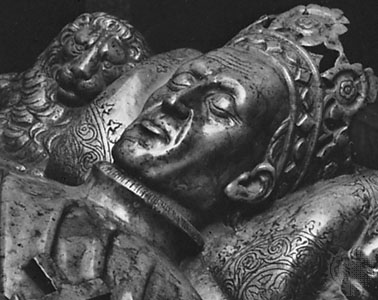
Ягайло. Фрагмент эффигии

Представители народно-куриальной группировки желали видеть на польском престоле дочь Ягайло от второго брака Ядвигу, обручённую с сыном курфюрста Бранденбурга Фридрихом II. Эта партия выступала в поддержку гуситов, в чём нередко находила поддержку со стороны Витовта, видимо, и добившегося их согласия на брак короля с Софьей. В 1422 году он отправил в Чехию пятитысячное войско во главе с Сигизмундом Корибутовичем в роли наместника Чехии. Успешная гуситская политика Витовта — взятие Сигизмундом Корибутовичем Праги и провозглашение его правителем Чехии — несколько укрепили позиции Софьи. Против Софьи выступали и представители противоположной, антигуситской пролюксембургской партии, стремившейся выдать замуж за Ягайло вдову Вацлава IV Софию (Офку) Баварскую. К этой группировке среди прочих причисляли представителей родов Тенчинских, Тарновских и влиятельного протонотария королевской канцелярии Збигнева Олесницкого.
Существует гипотеза, что Софья, решив опереться на пролюксембургскую партию, сыграла не последнюю роль в ряде крупных назначений конца 1422 — начала 1423 годов: Збигнев Олесницкий стал краковским епископом, Ян Шафранец — коронным канцлером, Станислав Циолек — подканцлером. Против этой версии говорит тот факт, что, хотя к этому моменту брак Софьи с Ягайло длился уже год, в действительности пара не прожила вместе более 8-9 недель.
В марте 1423 года в Кежмарке состоялась встреча Ягайло и Сигизмунда Люксембургского. Было принято соглашение, согласно которому Польша отказывалась от контактов с гуситами и отзывала из Чехии Сигизмунда Корибутовича. Спустя некоторое время политические позиции Софьи и пролюксембургской партии значительно окрепли. Осенью 1423 года Ягайло принял конкретные меры в деле её коронации, которая была назначена на 25 декабря, однако по неизвестным причинам не была проведена в срок. В конце года, в отсутствие Владислава, бывшего в то время на Руси, Софья приняла в Кракове короля Норвегии, Дании и Швеции Эрика Померанского.
Коронация Софьи состоялась 5 марта 1424 года в краковском Кафедральном соборе. Церемонию проводил архиепископ гнезненский Войцех Ястжембец при участии кардинала Бранда де Кастильоне. На церемонии присутствовали также король чешский и венгерский Сигизмунд с женой Барбарой, герцог баварский Людвиг VII, Эрик Померанский, четыре мазовецких Пяста, восемь силезских, а также многочисленная делегация литовских и русских князей во главе с Сигизмундом Корибутовичем. В качестве коронационного обетного дара Софья пожертвовала собору реликварий, в котором хранилась глава святого Станислава.
9 марта 1424 года Ягайло передал во владение жене деревни Загость и Богучице, а 11 марта — вено на сумму 20 тысяч пражских грошей в городах: Радоме, Сонче, Бече, Жарновце, Саноке, Иновроцлаве и Нешаве.

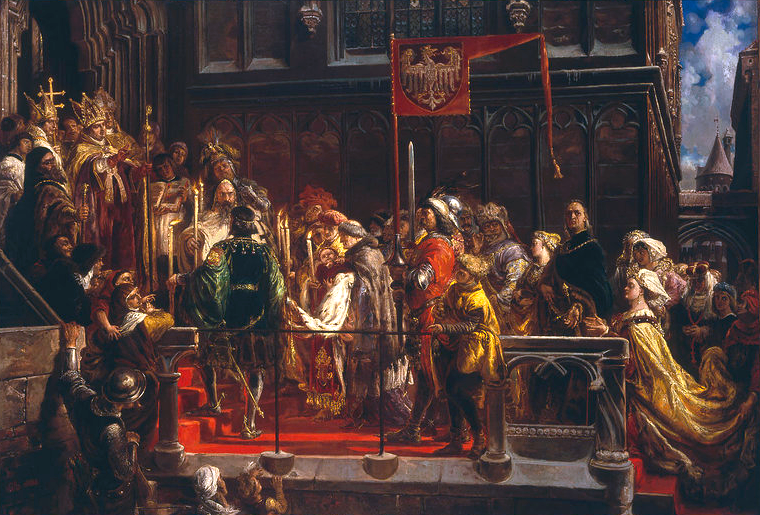
Крещение Владислава Варненчика. Картина Яна Матейко

В ночь на 31 октября 1424 года Софья родила сына Владислава. Усилия королевской четы были направлены на закрепление за ним права на престол. Для начала Ягайло постановил духовенству молиться за наследника, было проведено очень торжественное крещение. Младенцу приписали 25 крёстных отцов, в том числе Папу Мартина V, короля Сигизмунда, дожа Венеции. Отцовство Ягайло никто не оспаривал, так как сын был весьма на него похож. В апреле 1425 года на съезде в Бресте Куявском был разработан документ, в случае принятия которого Владислав признавался королём, но королём выборным (элекционным). О регентстве Софьи, которого она настойчиво добивалась, речь не шла. Кроме того, будущий король мог вступить на престол только по достижении совершеннолетия, предварительно дав присягу на сохранение старых и пожалование новых привилегий.
По совету Сигизмунда Люксембургского и литовской знати, королевская чета отказалась подписывать этот документ. Было решено начать сбор подписей городов, земель и должностных лиц, которые признавали право Владислава на наследование трона и возможное регентство Софьи и князя Витовта. На съезде в Ленчице в 1426 году Олесницкий вернул присутствующим неподписанный королём документ, который те в знак протеста посекли саблями на части.
В феврале 1425 года наследование трона признал город Краков, в марте — Конин, в октябре — Львов. В июне 1427 года Галичская шляхта дала согласие на наследование трона королевичем Владиславом, а Софью и Витовта признала возможными регентами.
10 мая 1426 года у Софьи родился второй сын, при крещении получивший имя Казимир. Однако вскоре, 2 марта 1427 года, младенец умер. Существуют некоторые сомнения в достоверности дат рождения и смерти королевича. В 1950 году были проведены исследования останков Казимира, позволяющие сделать вывод о том, что он умер в полуторагодовалом возрасте. 30 ноября 1427 года родился третий сын, названный в честь деда Андрея Гольшанского Казимиром Андреем.

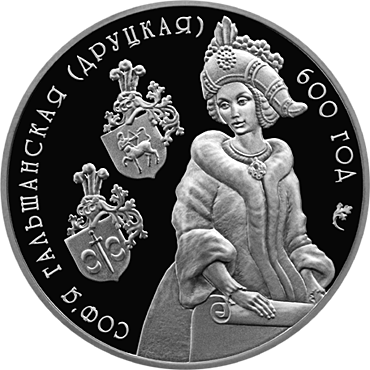
Памятная монета Нацбанка Беларуси, 2006

Весной 1427 года беременная вторым ребёнком Софья была обвинена в супружеской измене, и Ягайло поверил слухам. Дворовые Софьи Катажина и Эльжбета Щуковские были заключены под стражу, под пытками они назвали имя якобы любовника Софьи. Им оказался сын коронного подскарбия рыцарь Гинча (Генрих) из Рогова. Кроме Гинчи было названо ещё шесть имён: Пётр Куровский, Вавжинец Заремба, Ян Краска, Ян Конецпольский и братья Пётр и Добеслав из Щекоцин. Троим обвиняемым (Яну Конецпольскому и братьям Щекоцинским) удалось бежать, остальные были арестованы. Королева была посажена под домашний арест, так как, по словам Длугоша, боялись, «чтобы при типичных плоти своей недостатках не попала в худшую беду». Все арестованные не подтверждали вины Софьи, а Гинча лишь повторял: «Королева не изменяла королю». По решению Ягайло был проведён суд под председательством Витовта (другими судьями были краковский воевода Ян Тарновский, воевода сандомирский Николай Курожвенский, краковский каштелян и Збигнев Олесницкий). После рождения третьего сына Софья принесла «очистительную клятву» на Библии, то же сделали семь уважаемых дам и одна служанка Софьи. Дело было закрыто, арестованных отпустили, но отношения королевской четы и репутация Софьи были испорчены навсегда. В будущем факт отцовства Ягайло не подвергался сомнению, например, по словам польского историка второй половины XVI века Матея Стрыйковского, внешне Казимир был весьма похож на отца.
Несколько лет спустя, в 1431 году, королева обвинила в клевете Яна Стража из Бялачева, связанного как с Олесницким, так и с князьями мазовецкими. По итогам суда, на котором в качестве свидетелей выступили Гинча из Рогова и Пётр Куровский, Страж был посажен в тюрьму в Сандомире.
4 марта 1430 года на съезде в Едлине Ягайло был вынужден принять выдвинутые условия. Была утверждена элекционность престола (по смерти короля поляки должны выбрать нового монарха из одного из его сыновей), новый монарх был обязан подтверждать привилеи, Софье и князю Витовту отказывалось в регентстве.
Около 1430 года заболела принцесса Ядвига. Многие считали, что её отравила Софья, к чему склоняются и некоторые современные историки, в частности Малгожата Дучмаль. Дело дошло до принесения очистительной клятвы, однако сведения Яна Длугоша столь туманны, что не известно, клялась ли больная Ядвига, что не была отравлена, или Софья, что не причастна к отравлению. Ядвига умерла 8 декабря 1431 года. Несмотря на то, что у Ягайло было двое сыновей, Ядвига всё же имела некоторые шансы на трон. Среди польской шляхты существовали разногласия по вопросу наследственности или избираемости монархии. Кроме того, ещё в 1413 году съезд в Едлине признал Ядвигу наследницей престола.
Софья была одной из тех, кто поддерживал идею коронации великого князя Витовта. Коронация была назначена на 15 августа 1430 года, но корона от императора Сигизмунда Люксембургского была задержана поляками, опасавшимся усиления Великого княжества Литовского.
1 июня 1434 года в Городке скончался король Владислав II, Софья осталась вдовой. На смертном одре Ягайло просил, чтобы королём избрали его старшего сына, а опеку над детьми поручил Олесницкому, которому он передал свой перстень от брака с Ядвигой. Неизвестно, говорил ли Ягайло что-нибудь о королеве Софье или нет.

### Королева-мать (1434—1461)
На съезде в Познане было решено провести элекцию 29 июня, а непосредственно перед этим короновать Владислава. Во время похорон Ягайло дата элекции была перенесена на 25 июля. 20 июля антиягеллоновская оппозиция созвала свой съезд. Участники были против избрания Владислава, так как считали десятилетнего мальчика слишком молодым для подтверждения привилеев, что могло пошатнуть позиции знати. Ситуацию изменил в спешке прибывший на съезд Олесницкий, который, заручившись поддержкой королевы, сумел не допустить принятия каких-либо вредных для династии решений.
На проходившей 25 июля элекции оппозиция снова поставила вопрос о спорности присяги несовершеннолетнего монарха. Большинство присутствующих согласилась с возражениями, опасаясь того, что в будущем Владислав может отказаться от данной при элекции присяги, сославшись на своё несовершеннолетие. Слово взял Олесницкий. Он начал зачитывать статуты короля Казимира Великого, в которых ничего не было сказано об ограничениях на коронацию несовершеннолетних. Кроме того, Олесницкий предложил, чтобы родственники королевича и некоторые духовные лица от имени королевича обязались сдержать тронные обязательства и после достижения им совершеннолетия. Слова Олесницкого не убедили шляхту, и тогда сторонники династии решили пойти на хитрость. Коронный маршалок Ян Олесницкий, брат Збигнева, предложил, чтобы все сторонники юного короля стали по правую сторону от него, а противники — по левую. В результате в лагере противников оказалось только три человека, но и они были вытеснены на правую сторону сторонниками королевича.
Софья не стала регентом, но вошла в регентский совет, который возглавил Олесницкий. Союз королевы-матери и Олесницкого в скором времени распался. Регент Олесницкий был сторонником борьбы с гуситами, в гражданской войне в Великом княжестве Литовском поддерживал Сигизмунда Кейстутовича и был одним из апологетов идеи инкорпорации Литвы в состав Польши. Софья же симпатизировала гуситскому движению, а в междоусобной войне поддерживала Свидригайло Ольгердовича.
31 октября 1436 года Владислав достиг совершеннолетия — ему исполнилось четырнадцать лет, что и было признано на съезде в Петрокове. 16 января король подтвердил привилеи. Позиции Софьи в королевстве значительно ослабли, хотя её влияние на короля было достаточно велико.

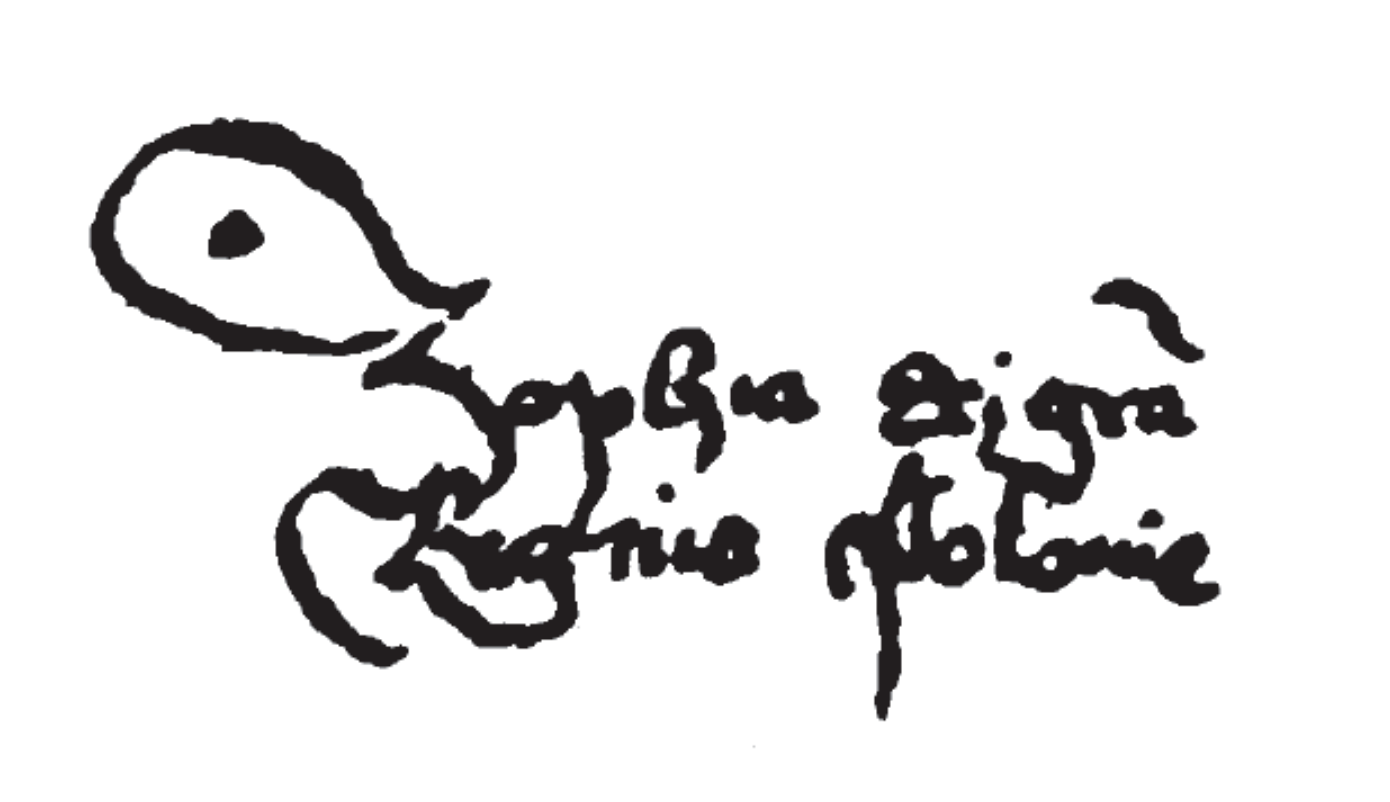
Подпись Софьи Гольшанской как королевы польской, 1454 год: Zophia dei gratia Regina Polonie

Ещё летом 1435 года Софья помогла бежать из польской тюрьмы молдавскому господарю Илье. В 1438 году безуспешно пыталась добиться для младшего сына чешского престола. 3 мая 1439 года 168 шляхтичами во главе со Спытко из Мельштына, среди которых были и приближённые Софьи (в том числе и Гинча из Рогова), была образована направленная против Олесницкого прогуситская новокорчинская конфедерация. По Длугошу, конфедерация состоялась только благодаря «подбиванию и обещаниям со стороны Софьи». Олесницкий направил на конфедератов войско. Перед самой битвой по неизвестным причинам сторонники Софьи покинули лагерь конфедератов и перешли на сторону Олесницкого, а Гинча даже возглавил королевскую пехоту. 4 мая в битве под Гротниками восставшие были разгромлены. Влияние Олесницкого достигло своего пика, в то время как Софья в очередной раз испытала политическое поражение.
27 октября 1439 года скончался король Венгрии, Чехии и Германии Альбрехт Габсбург. Олесницкий при поддержке Софьи планировал выдать тридцатиоднолетнюю вдову Альбрехта Елизавету за шестнадцатилетнего короля Владислава. Дело осложнялось тем, что Елизавета была беременна и надеялась на рождение сына. Настроенный антинемецки венгерский сейм добивался от вдовы согласия на замужество с Владиславом Ягеллоном: династический союз значительно усилил бы шансы в противостоянии со всё усиливающейся агрессией османов. Елизавета была вынуждена согласиться на брак, но после рождения сына, названного Владиславом, 22 февраля отозвала своё согласие и объявила королём сына. 8 марта польский король Владислав принял присягу на брак с Елизаветой и начал готовиться к отъезду в Венгрию, где сложилась очень напряженная обстановка, грозящая гражданской войной. Софья провела с сыном два дня, ещё не зная, что видит его последний раз в жизни.
20 марта 1440 года в результате заговора был убит великий князь литовский Сигизмунд Кейстутович. Его сын Михаил попытался занять отцовский трон, но не получил достаточной поддержки среди магнатов. По инициативе королевы-матери было решено послать в Вильну младшего сына Софьи Казимира. По совету Олесницкого король назначил его только своим наместником в Великом княжестве Литовском. В княжестве Казимир пользовался широкой поддержкой магнатерии, в том числе его поддерживали родственники по материнской линии: Гольшанские и Друцкие, а также очень влиятельный магнат Ян Гаштольд. 29 июня Казимир был избран великим князем Литовским, тем самым выйдя из подчинения брату.
В 1440—1444 годах Софья отошла от активной политической деятельности. Она жила в Санокском замке, интересовалась, преимущественно, ведением хозяйства и внимательно следила за информацией, поступающей из Венгрии. Благодаря своей активной деятельности в борьбе с османами её старший сын Владислав прославился в Европе. В декабре 1444 года Софьи стали достигать слухи о его трагической гибели в битве при Варне. Однако, так как тела никто не видел, Софью не покидала надежда, что Владислав жив и попал в плен к туркам. Время шло — известий о судьбе Владислава не поступало. В этих условиях Софья направила все усилия на обеспечение польского трона своему младшему сыну.
В апреле 1445 года на съезде в Серадзе Казимир был избран королём с условием, что, в случае возвращения Владислава, избрание будет аннулировано. Осенью того же года в Петрокове состоялся съезд, на которым присутствовала и Софья. Приглашён был и Казимир, но по настоянию знати Великого княжества, выступающей за независимость от Польши, Казимир отказался приехать, передав с послами, что не претендует на польскую корону, так как верит в возвращение брата. Было решено послать к Казимиру официальное посольство с предложением польской короны. Хотя Софья и не была включена в посольство, она решила к нему присоединиться. Встреча состоялась в Гродно, но несмотря на просьбы матери, Казимир был непреклонен.
В январе 1446 года на сейме в Петрокове Софья призвала поляков выбрать другого короля. Она ожидала, что Казимир не захочет терять право на трон и вернётся в Польшу. 30 марта было принято решение, что, если Казимир не вернётся, трон достанется мазовецкому князю (Болеслав IV Варшавский). В том же году на сейме в Новом Корчине Софья со слезами на глазах умоляла по потере ей старшего сына, не лишать короны младшего. Осенью того же года в Бресте Литовском королева встретилась с сыном. Под влиянием матери и некоторых панов Казимир согласился стать польским королём. 23 июня 1447 года он торжественно въехал в Краков, а 25 июня состоялась коронация.
Уже в первые годы своего правления Казимир вступил в конфликт с Олесницким. В 1448 году при участии Софьи была предпринята неудачная попытка перевести Збигнева на должность гнезненского архиепископа. Для Олесницкого это означало отдаление от столицы и потерю влияния на государственные дела. Однако он смог остаться в Кракове, а 27 октября того же года архиепископом гнезненским был избран Владислав Опоровский. Известно, что среди врагов Олесницкого был и маршалок дворский Ян из Загужа.

Эксгумация тела Софьи Гольшанской, 1902

В отличие от Олесницкого, в молдавских делах Казимир поддерживал племянника Софьи (то есть своего кузена) Романа II, которому в 1447 году помог убить провенгерски настроенного дядю и взойти на престол. Однако уже в следующем году Пётр II, другой дядя Романа, с помощью венгров сверг его с престола. Роман бежал в Краков, но был отравлен и скончался в возрасте 22 лет. В 1449 году с помощью Казимира борьбу за трон начал брат Романа Алексэндрел. В следующем году поляки потерпели поражение от Богдана II. Алексэндрел смог стать господарем только после смерти Богдана в 1452 году (и то, только половины княжества), но уже в 1455 году был окончательно разбит Петром Ароном.
В 1448 году королева пребывала с сыном в Литве. В 1452 году умер пожизненный владетель Луцкой земли Свидригайло Ольгердович. Королева вынашивала планы присоединения этих земель к Польше, но Казимир был за оставление Волыни в составе княжества. На съезде в Петрокове в 1453 году в течение пяти дней Софья на коленях умоляла сына больше заботиться о расширении Польской короны (активным сторонников экспансии был также краковский кастелян Ян из Чижева). Однако король был непреклонен. В том же году он подтвердил права матери на полученные ранее земли и доходы, но новых прав не даровал.
Осенью 1458 года Софья отправила посла в Рим с целью официального выражения почтения новому папе Пию II. Однако действительной целью посольства было узнать мнение Папы о текущей войне Польши с Орденом.

### Болезнь и смерть
Летом 1461 года королева-мать заболела. Полагая, что организм сможет перебороть болезнь, она отказалась принимать лекарства. Однако болезнь прогрессировала — Софью разбил паралич. 21 сентября 1461 года она скончалась в Кракове, исповедовавшись и причастившись по христианским канонам. Казимира в это время в столице не было, поэтому в течение восьми дней (до возвращения короля) тело Софьи находилось в костёле святого Михаила.
28 сентября Софья была торжественно похоронена в основанной по её же фундации часовне Святой Троицы вавельского кафедрального костёла. Ещё ранее королева распорядилась, чтобы её похоронили при западной стене часовни, то есть по православному обычаю. Надгробье королевы Софьи можно увидеть и сегодня. После смерти Софья оставила крупные долги, разобраться с которыми поручала сыну. Некоторые её земли отошли к Гинче из Рогова.

## Вклад в культуру и науку

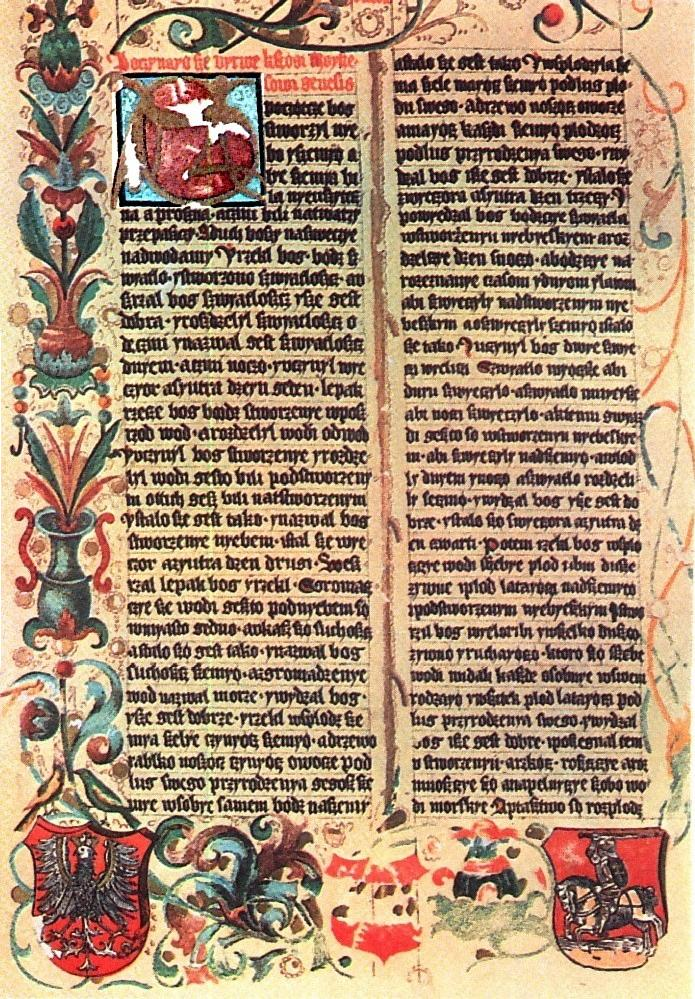
Страница из «Библии королевы Софьи»

Существует мнение, что Софья была последней неграмотной королевой Польши. Некоторые историки полагают, что она научилась читать уже после свадьбы. Как бы то ни было, королева оказывала существенную финансовую поддержку Краковской академии и была единственным покровителем этого учебного заведения.
Около 1427 года секретарь и подканцлер коронный (а позднее познанский епископ) Станислав Цёлек написал латинский текст на музыку неизвестного автора — знаменитый гимн «Похвала Кракову» (лат. Laus Cracoviae). Кроме прочего, в гимне есть слова, которые примерно можно перевести как «…чистота королевы сияет на весь мир среди великолепия дворцов».
В 1432 году королева основала часовню Святой Троицы в Вавельском кафедральном костёле. Стены часовни были украшены фресками в русском стиле, которые, однако, не сохранились до наших дней. Считается, что для часовни Софья запросила алебастровые плиты с изображением Благовещения и Посещения Пресвятой Девы Марии, хотя, возможно, что плиты предназначались для краковского костёла святой Анны.
В 1453 году по её инициативе начался перевод Библии на польский язык. Одним из автором перевода с чешского языка был капеллан Андрей из Яшовиц. Этот перевод, известный как «Библия королевы Софьи», является первым известным переводом Библии на польский язык. Работа над первым томом была завершена в 1455 году, вторым — в 1460. Не исключено, что второй том был закончен уже после смерти Софьи.
По мнению польского историка XIX века Михаила Глищинского, монархине принадлежат слова старейшего произведения в жанре думки. В тексте содержался призыв к казакам отомстить за смерть её сына Владислава.

## Образ в литературе
Биография Софьи Гольшанской легла в основу исторической повести польского писателя Юзефа Крашевского «Мать королей: времена Ягайло» (пол. Matka królów: czasy Jagiełłowe), написанной в рамках цикла из 29 повестей «История Польши» (пол. Dzieje Polski) и изданной в 1883 году. Автор, хорошо знавший историю Польши, построил сюжет повести на основе хроники Яна Длугоша, к которой порой подходил некритично. Действие произведения охватывает период с 1421 года по 1434 год. В начале повести Сонька предстаёт красивой шестнадцатилетней девушкой, находящейся под опекой великого князя Витовта, что исторически недостоверно. Хитроумный и расчётливый политик Витовт хочет использовать Софью, чтобы усилить влияние на слабовольного Ягайло и в конечном итоге добиться самостоятельности Великого княжества Литовского. Но Софья не собирается подчиняться Витовту, имея собственные амбиции. Королева изображена мудрой и благочестивой, заботящейся в первую очередь о своих детях; Витовт — интриганом и властолюбцем. По мнению переводчика повести на белорусский язык литературоведа Михаила Кенько, столь отрицательный образ Витовта сформирован под влиянием нелюбившего его Длугоша, хотя патрон хрониста Збигнев Олесницкий изображён в повести гораздо более критично, чем в самой хронике. Повесть заканчивается событиями 1434 года, когда старший сын Софьи был избран королём польским.

## Генеалогия
| Иван Ольгимундович Гольшанский (? — до 1401) | Иван Ольгимундович Гольшанский (? — до 1401) |                                   |                                   | Агриппина Святославовна Смоленская (1350/2 — ?) | Агриппина Святославовна Смоленская (1350/2 — ?) | Дмитрий Семёнович Друцкий или Дмитрий Ольгердович (? — 12/16.08.1399) | Дмитрий Семёнович Друцкий или Дмитрий Ольгердович (? — 12/16.08.1399) | Дмитрий Семёнович Друцкий или Дмитрий Ольгердович (? — 12/16.08.1399) | Дмитрий Семёнович Друцкий или Дмитрий Ольгердович (? — 12/16.08.1399) | Дмитрий Семёнович Друцкий или Дмитрий Ольгердович (? — 12/16.08.1399) | Дмитрий Семёнович Друцкий или Дмитрий Ольгердович (? — 12/16.08.1399) | N. N. или Анна | N. N. или Анна | N. N. или Анна | N. N. или Анна |
|                                              |                                              |                                   |                                   |                                                 |                                                 |                                                                       |                                                                       |                                                                       |                                                                       |                                                                       |                                                                       |                |                |                |                |
|                                              |                                              |                                   |                                   |                                                 |                                                 |                                                                       |                                                                       |                                                                       |                                                                       |                                                                       |                                                                       |                |                |                |                |
|                                              |                                              | Андрей Гольшанский (ок. 1374 — ?) | Андрей Гольшанский (ок. 1374 — ?) |                                                 |                                                 |                                                                       |                                                                       |                                                                       |                                                                       | Александра Друцкая (ок. 1380 — 1426)                                  | Александра Друцкая (ок. 1380 — 1426)                                  |                |                |                |                |
|                                              |                                              |                                   |                                   |                                                 |                                                 |                                                                       |                                                                       |                                                                       |                                                                       |                                                                       |                                                                       |                |                |                |                |
|                                              |                                              |                                   |                                   |                                                 |                                                 |                                                                       |                                                                       |                                                                       |                                                                       |                                                                       |                                                                       |                |                |                |                |
|                                              |                                              |                                   |                                   |                                                 |                                                 |                                                                       |                                                                       |                                                                       |                                                                       |                                                                       |                                                                       |                |                |                |                |

|                                         |                                         | Ягайло (ок. 1362(?) — 1.07.1434) ∞ 7/24.02.1422 | Ягайло (ок. 1362(?) — 1.07.1434) ∞ 7/24.02.1422 | Софья Гольшанская (ок. 1405 — 21.09.1461) | Софья Гольшанская (ок. 1405 — 21.09.1461) |  |  |  |  |
|                                         |                                         |                                                 |                                                 |                                           |                                           |  |  |  |  |
|                                         |                                         |                                                 |                                                 |                                           |                                           |  |  |  |  |
|                                         |                                         |                                                 |                                                 |                                           |                                           |  |  |  |  |
| Владислав III (31.10.1424 — 10.11.1444) | Владислав III (31.10.1424 — 10.11.1444) | Казимир (16.05.1426(?) — 2.03.1427(?))          | Казимир (16.05.1426(?) — 2.03.1427(?))          | Казимир IV (29/30.11.1427 — 7.06.1492)    | Казимир IV (29/30.11.1427 — 7.06.1492)    |  |  |  |  |